# Stig Annerfelt

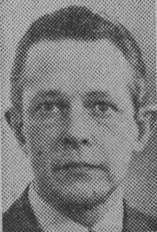
Stig Annerfelt

Stig Johan Ragnar Annerfelt, född 14 januari 1904 i Kristianstad, död 25 maj 1963 i Engelbrekts församling i Stockholm, var en svensk arkitekt. 
Annerfelt avlade 1928 examen vid Kungliga tekniska högskolan i Stockholm. Han är begravd på Norra begravningsplatsen utanför Stockholm.

## Verk i urval

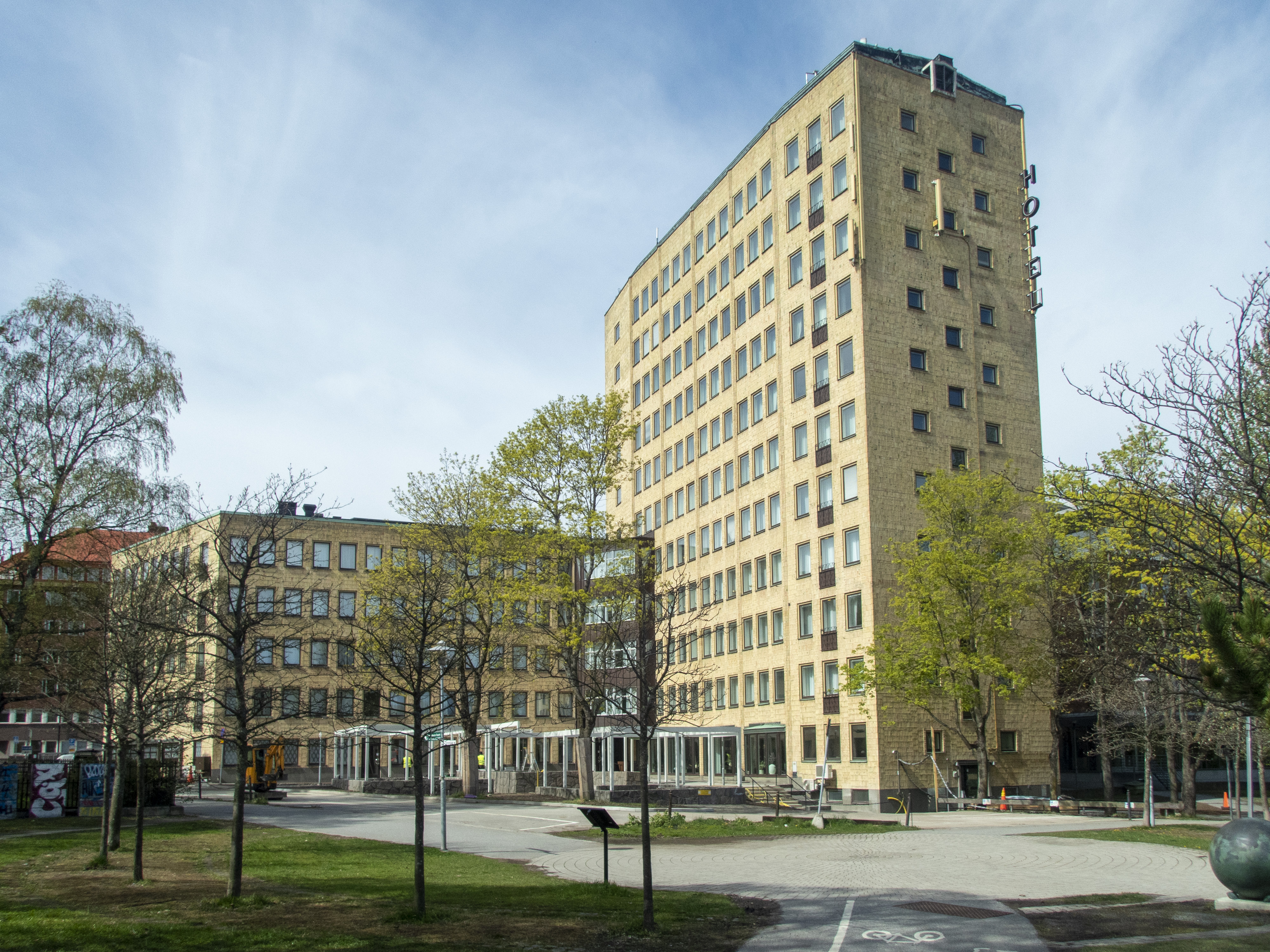
Hagahuset

- Stockholms läns Landstings Centrala Verkstadsskola i Häggvik (1944) [2]
- Österängskolan i Östersund (1948) [3]
- Spädbarnshem i Klingsta, Danderyd (1949) [4]
- Bäckedals folkhögskola (1954) [5]
- Hus för Byggnads AB Hallström & Nisses vid Centralstationen i Sundsvall (1953–1954) [6]

- Kanslihus för Stockholms läns landsting, numera Hagahuset, Solna (1954–1957)
- Yrkesskola i Råcksta (1959) [7]